# Кулаевы Починки
Кулаевы Починки — опустевшая деревня в Кадомском районе Рязанской области. Входит в Кущапинское сельское поселение.

## География
Находится в восточной части Рязанской области на расстоянии приблизительно 8 км на восток-северо-восток по прямой от районного центра поселка Кадом.

## История
В XVII веке принадлежала Михаилу Вешнякову. В 1862 году здесь (тогда сельцо Темниковского уезда Тамбовской губернии) было учтено 13 дворов. В советское время работали колхозы им. Шмидта и «Буревестник». В 1966 году отмечено 57 личных подсобных хозяйств. В 2017 году умерла последняя жительница деревни.

## Население
Численность населения: 137 человека (1862 год), 6 человек в 2002 году (русские 100 %), 1 в 2010.